# اچ‌ام‌اس لئاندر (۱۸۱۳)
اچ‌ام‌اس لئاندر (۱۸۱۳) (به انگلیسی: HMS Leander (1813)) یک کشتی بود که طول آن ۱۷۴ فوت (۵۳ متر) بود. این کشتی در سال ۱۸۱۳ ساخته شد.